# Собор Антверпенской Богоматери
Собор Богоматери в Антверпене (нидерл. Onze-Lieve-Vrouwekathedraal) — римско-католическая приходская церковь в Антверпене. Принадлежит епархии Антверпена. Собор Богоматери в Антверпене заложен в 1352 году, и, хотя первый этап закончен в 1521 году, строительство собора по сей день считается «незавершённым». Спроектирован в готическом стиле архитекторами Жаном (англ. Jan Appelmans) и Петером Амелями (англ. Pieter Appelmans). Содержит ряд значительных работ известнейшего художника в стиле барокко Питера Пауля Рубенса, а также картины таких художников, как Отто ван Веен, Якоб де Бакер (англ. Jacob de Backer) и Мартен де Вос.
Здание сильно пострадало во время пожаров 1434 и 1533 годов, иконоборчества в Западной Европе (Иконоборческое восстание в Нидерландах 1566 года), а также от обстрелов в годы Великой Французской революции. В настоящее время необходима его реставрация. Соборная колокольня-беффруа в числе многих подобных памятников входит в список объектов Всемирного наследия ЮНЕСКО.

## Статус
В настоящее время Собор Богоматери — главный кафедральный собор Антверпена, один из крупнейших храмов Римско-католической церкви. Собор издавна является символом города, памятником средневековой и готической культуры. Кроме того, это самый высокий Собор Бельгии, имеющий самую высокую церковную башню Бенилюкса (123 метра). Его силуэт виден издалека с любой точки города и давно уже стал неотъемлемой частью городского пейзажа. Церковь Пресвятой Богородицы (то же, что и Собор Богоматери в Антверпене) носит статус кафедрального Собора с 1559 по 1803 гг. и с 1961 года по настоящее время.
Колокольня башни Собора является одной из 56 колоколен во Франции и Бельгии, включенных в список Всемирного наследия ЮНЕСКО ID 943—002. Внутри Собора находятся два бесценных творения фламандской живописи XVII века, также входящих во Всемирное наследие: «Воздвижение Креста» и «Снятие с креста» кисти Рубенса.

## История
Первый камень в основание этой готической церкви заложен в XIV веке и только два века спустя работы завершены. Там, где сейчас стоит кафедральный собор, с IX до XII века находилась небольшая часовня Божьей Матери, которая приобрела статус приходской церкви в 1124 году. В течение двенадцатого столетия она заменена большой романской церковью (длиной 80 метров и шириной 42 метра). Только после раскопок, проведённых в 80-х годах прошлого века[уточнить], выяснилось, как выглядела церковь-предшественница, однако от прежнего интерьера не осталось почти ничего.
В 1352 году началось строительство нового собора, которому суждено было стать самой большой готической церковью Бельгии, а также крупнейшим готическим костёлом в Нидерландах. Первым строителем храма был мастер Жан Амель из Булони. Зодчий отдал этому сооружению сорок лет жизни, но умер, так и не увидев собор возведённым хотя бы на четверть, и завещал своё дело сыну Петеру. Строители один за другим сменяли друг друга — Жан Так, мастер Эврар, Герман ван Вагемакер, его сын Доминик. Собор строился медленно, неторопливо, впитывая в себя черты новых эпох.
В начале сооружение по плану должны были увенчать 2 башни равной высоты, но задуманное не осуществилось. В 1521 году новая церковь Богоматери была готова. Возведение южной башни достигло только третьего яруса. Строительство храма было закончено после почти 170 лет работ, однако собор строился гораздо дольше, чем указано. Строительные работы над зданием велись на протяжении двухсот пятидесяти лет — с 1352 по 1616 годы, и по сей день его считают недостроенным.
В ночь с 5 на 6 октября 1533 года новый храм сильно повреждён пожаром, уничтожившим большую часть здания, поэтому завершение второй башни велось с опозданием, которое в дальнейшем привело к его отсрочке, как оказалось, навсегда — она вполовину меньше северной и её увенчивает невысокий шпиль.
Кроме того, церковь стала кафедральным собором Антверпенской епархии только в 1559 году, но потеряла этот статус с 1801 года (после конкордата 1801 года или Конкордата Наполеона) и вновь восстановлена в нём только с 1961 года. Во время иконоборчества 20 августа 1566 года (приходившееся на начало Восьмидесятилетней войны), протестанты уничтожили большую часть интерьера собора. Позже, в 1581 году, во время протестантской администрации, многие церкви Антверпена подвергнуты конфискации имущества. Эти меры не обошли и главного собора. Множество художественных сокровищ разрушено, удалено или продано. Власть Римско-католической церкви вновь восстановлена в 1585 году с падением Антверпена.
В 1794 году французские революционеры, захватившие область, разграбили Собор Богоматери в Антверпене и нанесли ему серьёзный ущерб. Приблизительно в 1798 году французская администрация намеревалась снести здание, но эта идея отменена указом самого Наполеона. На протяжении всей своей истории собор претерпел множество бедствий, но после каждого удара его удавалось восстанавливать. В 1816 году собору из Парижа возвращен ряд важных произведений искусства, похищенных из него ранее, в том числе 3 шедевра Рубенса. В течение всего XIX века храм полностью восстановлен и обновлён; отец бельгийской неоготики Франсуа Андре Дюрле, в частности, построил новые хоры.
Последние реставрационные работы собора проводились с 1965 по 1993 годы. За это время проделана большая работа по сохранению уникальной архитектуры и интерьера здания, и, в конечном итоге, удалось сохранить его неповторимый облик.

## Музыкальная летопись Собора
В начале XV века хор Собора начал активное развитие своей музыкальной жизни и, как следствие, важность Собора в истории музыки в скором времени возросла. Один из наиболее значимых композиторов XV века Йоханнес Окегем служил в Соборе викарием в 1443 году, а затем эту должность занимал другой будущий известный голландский композитор Якоб Обрехт с 1492 по 1497 год. Наиболее известными органистами Собора были Генри Бредемерс (англ. Henry Bredemers) (1493—1501), который впоследствии стал учителем детей Филиппа Красивого, а также известный английский композитор Джон Булл (1615—1628), который бежал во Фландрию, избежав правосудия в своей стране. Известно также, что он проработал органистом Собора вплоть до своей смерти. Много других, менее известных, но локально значимых композиторов, таких как Хуберт Вальрант, Якобус Барбирей (англ. Jacobus Barbireau) и Андреас Певернег (англ. Andreas Pevernage), также работали в Соборе.

### Органы
Антверпенский кафедральный Собор имеет два основных органа. Главный орган Schyven-orgel, стоит на службе Собора вот уже более 130 лет. Он приобретен на щедрое пожертвование госпожи Марии Эухении Кемпенер после её смерти 20 февраля 1878 года, которая завещала Собору сумму 150 000 франков. 18 мая 1889 года подписан договор с Брюссельской фирмой Schyven Walcker & Cie (впоследствии орган назван в честь фирмы-изготовителя) по строительству и установке органа. Работы над органом завершены и уже в октябре 1891 года он использовался для церковных служб. Орган имеет длину 10 метров и занимает пространство в три этажа. В его состав входят 90 регистров. На протяжении всего времени орган несколько раз настраивали и восстанавливали, но большинство его деталей всё ещё оригинальны. В 1986 году проводилась его последняя тщательная очистка и крупные реставрационные работы. Для Антверпенского Собора Schyven-orgel является одним из инструментов первого порядка. Кроме того, существует новый орган, построенный в необарочном стиле фирмы Metzler из Швейцарии (1993).
Сегодня обслуживание обоих органов ведется двумя перспективными молодыми органистами из Синт-Никласа Петером Ван де Вельде и Этьенном де Мункой.

### Хор Антверпенского Собора
Хор Собора Богоматери в Антверпене (Antwerps Kathedraalkoor (AKK)) ведет своё летоисчисление с 1382 года. На протяжении сотен лет истории Собора хор существовал и развивался, не приостанавливая свою деятельность даже во время войн. В 1927 году хор восстановил эту традицию и в своей нынешней форме существует как «Хор мальчиков Антверпенского Кафедрального Собора» или «Хор Собора Богоматери в Антверпене». С 1971 года является также и взрослым хором. В 1985 году основан хор девочек.
Хор мальчиков и хор девочек проводит песнопения вместе или попеременно почти каждое воскресенье в 10:30 утра на мессах епархии Антверпенского Собора и также регулярно даёт праздничные концерты на открытом воздухе. Ежегодно в июле проходят гастроли обоих хоров за рубежом.

## Отзывы современников
В начале XVI столетия строительство Собора Богоматери в Антверпене закончено и его величественный силуэт с причудливой башней в стиле пламенеющей готики воцарился над городом. Дивный звон сорока колоколов Антверпенского собора и его высота ошеломляли современников. В своё время Карл V, император Священной Римской империи, поражался великолепием шпиля собора, считая даже, что он должен быть заключен в стеклянной оправе. Наполеон сравнивал шпиль собора с брабантским кружевом.
Немецкий художник Альбрехт Дюрер, побывавший в Антверпене как раз в ту пору, когда строительство собора подходило к концу, написал в своем дневнике:
...церковь Богоматери в Антверпене чрезвычайно велика, настолько, что там одновременно проводится много служб, и они не сбивают друг друга. И там постоянно происходят роскошные празднования, и приглашают лучших музыкантов, каких только можно достать. В церкви много священных изображений и каменной резьбы, и особенно красива её башня.
Известная английская писательница Уида, посещавшая Бельгию в середине XIX века, написала роман «Фландрийский пес», ставший позднее культовым произведением. В нём также описан и сам собор. Благодаря роману возрос приток туристов в Антверпен и во многом интерес к Собору.
М. Ю. Герман писал:
Вряд ли Антверпенский собор выдержал бы сравнение с мужественным изяществом собора Реймсского, с царственным совершенством Нотр-Дам де Пари. Но есть в нем нечто своё, некое угрюмое достоинство, словно здание гордится своей угловатой, лишенной банальности красотою, своей неповторимостью, даже своей затерянностью в чаще домов, что мешает ему открыться людям во весь свой могучий рост.

## Архитектура
Собор Богоматери в Антверпене является классическим готическим крестообразным храмом и представляет собой семинефную базилику, пересечённую трансептом.
Крестообразный храм (известный ещё как базиликальный) — тип храма, чей план имеет пересечение-крест в виде поперечного нефа (трансепта) между основным нефом (фр. nef, от лат. navis — корабль) и хором. Момент соединения корабля (продольный неф) с трансептом называется латинский крест, зачастую увенчанный нервюрным (нервюр от фр. nervure — жилка, ребро, складка) или звездчатым сводом при пересечение башни и купола.
Основная часть здания построена с 1352 до 1521 годы. В строительстве использован в основном кирпич и белый камень. Крыша и перекрытия делались из прочной древесины, преимущественно из дуба. Первый хор завершен в 1415 году, после этого, одновременно с кораблем и трансептом, заложены основания обеих башен. Полностью главный неф завершен в 1487 году, хотя работы над трансептом все ещё продолжались до 1495 года, после этого на протяжении многих лет южная башня и пересечение оставались незавершёнными. В строительстве собора также принимал участие голландский архитектор Ромбут II Кельдерманс.
Большая часть архитектурных элементов собора выполнены на основе стиля зрелой, пламенеющей «брабантской готики» и представляет собой новый тип в рамках этого стиля. Таким образом, нет круговых колонн с применением коринфской капители, а использованы профилированные пучковые столбы без перерыва между ребрами крещатого свода. Кроме того, опущено отделение дуги между нефами и исключительно широкие проходы и трифориум. Вместо этого есть масверк, находящийся над арками разделения. Собор славится своим впечатляющим фасадом с западной стороны, во многом благодаря элегантной и импозантной Северной башне, которую видно из любой части города.

### Башни
Антверпенский собор увенчан тремя башнями. Наибольшее впечатление производит грандиозная Северная башня собора, которая, в буквальном смысле слова, упирается в облака. Башню завершает восьмиугольная надстройка с легким, невесомым крестом наверху. Где-то посредине башни сверкает золотой циферблат башенных часов. Северная Башня, имея высоту 123 метра, является самой высокой колокольней в странах Бенилюкса. Она построена на средства города Антверпена и является шедевром поздней готики. Её строительство завершено в 1518 году. В конце XIX века проводились первые восстановительные работы. Колокольня башни насчитывает сорок колоколов и карильон. К колокольне в северную башню ведет однопролётная лестница, насчитывающая 515 шагов, но есть и лестницы, которые доступны только для смотрителей. Башня открыта для посещения ежегодно по средам с апреля до сентября. Экскурсии в башню проводятся под пристальным наблюдением официальных смотрителей башни. Каждый фрагмент её интерьера неприкасаем и должен быть защищен.
Южная башня запланирована той же высоты и симметричной относительно Северной башни. Её строительство финансировалось за счет прихода, но из-за отсутствия денег, оно так и не окончено. Южная башня так и остаётся незавершённой, по сей день она вполовину меньше Северной и её увенчивает невысокий шпиль. Так или иначе, ни одна из двух башен не достигла высоты, указанной в планах.
Над средокрестием возвышается причудливый купол фонарной башни. Башня возвышается над трансептом Собора и её окружает три этажа окон. Назначение этой башни в освещении тёмных просторов огромного здания, в частности центрального нефа и хора.

## Интерьер
Антверпенский собор многократно ремонтировался и заново обставлялся, впитывая в себя черты новых эпох. Из оригинального интерьера почти ничего не сохранилось. Во время иконоборческих восстаний времен Реформации пострадала большая часть интерьера. Витражи, статуи, памятники, десятки алтарей, усыпальниц, могил и святынь осквернены и разрушены десятками кальвинистов, навсегда утрачены многие картины и реликвии, от оригинального убранства осталось только изображение Мадонны из мрамора XIV века и несколько старинных фресок, свидетельствующие о поздней готической структуре здания. Позднее Собор восстановлен в стиле барокко и, спустя век, снова достиг былой красоты, только уже в неоготическом стиле. Интерьер церкви множество раз воссоздавался заново и это именно то, что делает её такой особенной: в церковном убранстве переплетены элементы самых разных стилей: готика, барокко, рококо, ренессанс и неоготика.
Внутри Собор наполнен светом и поражает своей огромностью и пустотой. Это впечатление сохраняется даже тогда, когда во время торжественных богослужений он заполняется до отказа — никакая масса людей, кажется, не в состоянии заполнить его. Интерьер Антверпенского собора строг и торжественен. Росписи купола сделаны в 1647 году мастером Корнелиусом Схютом. Архиепископская кафедра в пышном барочном стиле изготовлена скульптором Адольфом Ван дер Воортом в 1713 году. Её украшает обильная резьба: деревья, птицы, многочисленные фигуры, орнамент. Оконные витражи, изображающие библейские сюжеты, выглядят так же роскошно, как и убранство алтарей.
Главный вход в собор отмечает могучий стройный портал. Его украшает сложный, в три яруса, рельеф Страшного суда. В передней части Собора изображена сцена с Ковчегом Завета. Сам алтарь выполнен в стиле позднего рококо, напротив него изображена фреска Братства Святого Причастия. Передняя левая часть собора имеет ряд красивых темных панелей с девятью исповедальнями. Над ними изображены Двенадцать апостолов, сопровождающих двенадцать женских фигур. В купольной части часовни находится картина Божьей Благодати, в честь которой будет названа церковь в Антверпене. Некоторые фрески были восстановлены из первоначальных (до иконоборчества 1566 года), другие полностью заменены. Собор имеет также несколько витражей с религиозными изображениями.
Для обслуживания самого большого колокола в башне требуется 16 звонарей. Западный вход обставлен статуями миссионера св. Виллиброрда. Он, как полагают, мог находиться в Антверпене в XVII веке.
Собор окружают многочисленные капеллы, в которых погребены антверпенские горожане, епископы, государственные деятели. Здесь находится мраморный саркофаг епископа Амброзио Мариуса Капелло, бронзовое надгробие Изабеллы Бурбонской — жены бургундского герцога Карла Смелого. На территории Собора также находится стела, богато украшенная скульптурами и скиния в форме Ковчега Завета.
В настоящее время за определённую плату, можно посетить внутренние помещения Собора и все произведения искусства в его интерьере. В центре Антверпена есть также сувенирные магазины, где можно купить путеводители и книги о соборе на нескольких языках (в том числе на русском).

## Основные художественные произведения
В интерьере Собора находятся, как считается, одни из самых прославленных работ знаменитого фламандского художника Питера Пауля Рубенса: монументальные парные алтарные триптихи: «Воздвижение Креста» (1610) и «Снятие с креста» (1612), написанные Рубенсом после его возвращения из Италии. На оборотной части главного алтаря находится картина «Смерть Марии», местного мастера Абрахама Матиссена. Другие алтарные картины:
«Вознесение Пресвятой Девы Марии» и «Воскресение Христа» — написаны специально для Антверпенского собора.

### Картины
- «Воздвижение Креста». (1610, Рубенс)

Триптих. Дерево, масло; Размеры: центральная панель 4,60 м х 3,40 м; боковые панели 4,60 м х 1,50 м. Композиция написана для главного алтаря древней церкви Святой Вольбурги. Передана собору в 1816 году.
- «Снятие с креста». (1612, Рубенс)

Триптих. Основу композиции составляет центральная створка алтаря с одноимённым названием, она закончена в 1612 году, боковые панели добавлены позднее. Размеры: средняя панель 4,21 м х 3,11 м, две боковые панели 4,21 м х 1,53 м. Это одна из наиболее известных картин мастера и один из величайших шедевров живописи барокко. Написана по заказу Гильдии аркебузьеров (Kolveniersgilde), покровителем которой является Святой Кристофер (его изобразил художник на левом краю композиции).
Две эти работы были вывезены из Собора во Францию Наполеоном, но возвращены в храм после падения Бонапарта.
- «Воскресение Христа» (1612, Рубенс)

Триптих, меньших габаритов, чем другие. Размеры: центральная панель 1,38×1,98 м и две боковые панели 1,38×0,40 м. По заказу семьи Моретус Плантин (знатных особ Антверпена в то время) в композицию внесена эпитафия Яну и Мартину — двум членам данной семьи. Названные персоны также изображены автором на боковой панели триптиха.
- «Вознесение Пресвятой Девы Марии» (1626, Рубенс)

Холст, масло. Размеры: 4,90 х 3, 25 м. Картина использована в качестве замены старого алтарного образа, утрачекнного в 1581 году.

### Другие произведения
- Остатки росписи «Обрезание Христа». Неизвестный художник начала XV века (часть росписи на стене капеллы у входа в собор).
- «Вознесение Марии» (1633, Абрахам Матиссен)

«Смерть Марии» или «Ассунта (Вознесение Богоматери)» (Дева Мария является покровительницей собора). Картина в деамбулатории церкви за алтарем. Монументальное полотно (5х3,25 м) из серии, посвященной Деве Марии («Вознесение Пресвятой Девы Марии» Рубенса [над алтарем] и «Вознесение Богоматери» в куполе [Корнелиус Схют]).
- «Вознесение Богоматери» (1647, Корнелиус Схют). Фреска в купольной части собора, занимающая 5,8 м в диаметре. Работы над её созданием проводились прямо под куполом на высоте 43 м. Эта фреска создает впечатление, что купол прямо под открытым небом.
- «Страшный суд» (1580, Якоб де Бакер). Триптих, написанный в память Кристофера Плантина. Наибольшее впечатление производит центральная панель монументального полотна, изображающая приход Апокалипсиса.
- «Vera effigies» Лик Христа (38 х 32 см). Живопись маслом на белом мраморе, возможно является образцом германской школы настенной живописи, охватывающей период с конца XVII века.

### Скульптуры
- Мадонна с младенцем из каррарского мрамора (1,27 м в высоту). Это анонимная работа, известная как прекрасный образец готической скульптуры XIV века и в частности школы Мёз (Маас). Происхождение этой статуи связано с «Мастерской Мраморных Мадонн провинции Маас», которая специализировалась на изготовлении подобных мраморных статуй и размещалась в 1350 году в окрестностях Льежа (приблизительно в то время она и изготовлена). Установлена в Соборе в 1866 году.
- Деревянная скиния с медно-золотым Ковчегом Завета в стиле позднего рококо, покрытым барельефами прообразов Евхаристии. На алтаре изображено Братство Святого Причастия (заказано самим Братством). Работа над скинией выполнена Хендриком Вебруггхеном Франсом (1654—1724) и Хенриком Поттером II (1725—1781) под руководством Игнатия Ёдуса Пикавета.
- Многие скульптуры и настенные украшения.
- Витражи.
- Дубовые секции витражей.
- Девять исповедален 1713 года (секции для них доставлены из Цистерцианского аббатства Сен-Бернар в Хемиксеме (провинция Антверпен). Исповедальни собраны в том виде, как они выглядят сейчас, лишь после Великой Французской Революции).

В период с 1682 по 1683 годы прелат Гильем Керрик был известным бондарем Собора и руководил «дегустацией вина» для новой алтарской стены (Эта работа также включала в себя тяжёлый труд со множеством этапов: от сбора винограда до его сортировки и приготовления вина).
По его трудам стало известно о многих реликвиях и ценностях Собора, вывезенных во все округи, и по которым удалось отыскать какую-то часть из них.
 В 1798 году, в период французского господства, существенная часть интерьера собора распродана на аукционах и разошлось в разные уголки Европы.
В 1991 году пять мраморные рельефов выкуплены из аукционного дома Кристис в Лондоне, в то же время в самой провинции Антверпен выкуплены ещё 2 фрагмента. Шестая и последняя часть рельефа возвращена Собору уже в 1996 году.
- Особая преданность уделяется древней скульптуре, известной как Богоматерь в Антверпене (изготовлена из полихромного ореха XVI века, высотой 1,80 метра), которая уцелела одной из немногих ценностей церковной утвари, избежавших суровые времена иконоборчества и предрассудков 1568 года. Сегодня статуя сопровождается изображением 4-х евангелистов на фоне земного шара и лунного полумесяца.

## Технические характеристики
- Высота: (конструктивная) 120 м[8];
- Макс. высота: (конструктивная) 123 м (такая же, как и у Солсберийского собора — древнейшего и крупнейшего собора Великобритании; Нотр-Дам де Пари: 96 м; Ульмский собор: 162 м — самый высокий католический собор в мире);
- Высота северной башни: 123 м[3] (Страсбургский собор: 142 м; Кёльнский собор: 157,38 м; Руанский собор:151 м);
- Высота южной башни: 65,30 м[3] (Кёльн: 157,31 м; Париж: 68,35 м; Руан: 75 м; Амьенский собор: 61,70 м);
- Ступеней вплоть шпиля: 515 (Кёльн: 509 (97,25 м); Ульм: 768 (143 м));
- Высота сводов: 27,5 м[3];
- Высота центрального нефа: 40 м;
- Длина собора: 117 м[3] (Париж: 123 м);
- Ширина собора: (конструктивная) 75 м[3];
- Ширина (нефа) — (конструктивная) 53,5 м;
- Общая длина (снаружи): 119 м;
- Длина центрального нефа: 117 м[3] (Кёльн: 144 м — самый длинный неф в Германии и один из самых протяженных в мире; Париж/Руан: 60 м; Амьен: 133,50 м; Солсберийский: 134,7 м);
- Внутренняя длина трансепта: 75 м[3] (Париж: 48 м; Кёльн: 85,4 м; Амьен: 67 м; Солсберийский: 21 м);
- Общая ширина (снаружи): 76 м;
- Ширина фасада поперечного нефа: 21 м;
- Внутренняя ширина продольного нефа: 53,5 м[3];
- Ширина западного фасада: 53 м / 54 м (Ульм: 61,60 м / 48,8 м (приблизительно такая же у Кёльнского и Солсберийского соборов; Париж: 43,5 м; Амьен: 48,78 м);
- Высота сводов: 27,5 м (Кёльнский собор: 43,35 м / 46,80 м — одни из самых высоких);
- Высота фасада поперечного нефа (потолок): 69,95 м;
- Высота центр. башни (на коньке крыши): 64,85 м (Кёльн: 109,00 м; Париж: 96 м; Страссбург:151 м; Амьен: 112,70 м; Солсберийский: 123 м);
- Высота конька крыши (купол трансепта): 43 м;
- Внутренняя высота среднего нефа: 33,5 м;
- Высота проходов (арки): 28 м (Кёльн: 19 м; Ульм: 20,55 м; Париж: 10,1 м / 10,5 м; Амьен: 19,7 м; Солсберийский: 11 м);
- Объём помещения (без колонн): 430 000 м² (Кёльн: 407 000 м²; Ульм: 190 000 м²; Париж: 115 000 м²; Амьен: 200 000 м²; Солсберийский: 85 000 м²);
- Площадь собора (общ.): 8800 м²[3] (Кёльн: 7914 м²; Ульм: 8260 м²; Париж: 5500 м²; Амьен: 7700 м²; Солсберийский: 4350 м²);
- Наибольшая площадь (внутр.): 8000 м²;
- Площадь окон (прибл.): 8500 м²;
- Площадь крыши (прибл.): более 10 000 м²;
- Кол-во окон: 128 (55 витражей) (Солсберийский: 365 — по числу дней года);
- Колоколов: 49;
- Кол-во столбов и колонн: 125 (Париж: всего 75; Солсберийский: 195; прочие прибл. 120—130);
- Кол-во нефов: 7;
- Кол-во постоянных алтарей: 57;
- Кол-во сидячих мест: 2400[3];
- Вместительность (чел.): 25 000 (Ульмский и Кёльнский: по 20—30 тыс.; Париж: 9000).

## Посещение
Собор является одной из важнейшей достопримечательностей города, а также любимым аттракционом для туристов. Ежегодно его посещают около 320 000 человек, но это является крайней необходимостью, поскольку затраты на содержание собора составляют 1,5 млн евро в год, при условии частичной окупаемости за счёт денег, уплаченных туристами за посещение.

## Легенды и мифы Антверпенского Собора
- Существует легенда, что в далёкие времена на том месте, где теперь стоит Антверпен, возвышался замок злобного великана Друона Антигона, который обложил всю округу непосильной данью, а недоимщикам отрубал руку. Так продолжалось до тех пор, пока не явился доблестный воин Сальвий Брабо, который вызвал великана на бой, отрубил ему руку и бросил её в реку Шельду. Отсюда, как рассказывают, и произошло название города — «Бросить руку». С высокой часовни Антверпенского Собора хорошо видна река и небольшой постамент в честь Сальвия Брабо.
- Покровительницей города издавна считалась Дева Мария и главная святыня города — древняя статуя Мадонны — долгие века хранилась в маленькой часовне на городской площади. Именно эта статуя осталась единственной нетронутой во время бедствий и разграблений храма. Многие верят, что за своё «чудесное» спасение статуя, как и Собор, обязана своей покровительнице. На этот счет существует поверие, что до тех пор, пока статуя сохранна и на своём месте, то и город будет в безопасности. Антверпенцы безумно любят свою Мадонну и ценят её превыше всего.

## Интересные факты
- Строительство собора заняло в совокупности 250 лет.
- Интерьер церкви воссоздавался заново разными художниками и скульпторами на протяжении нескольких веков и это именно то, что делает её такой особенной. В церковном убранстве переплетены элементы самых разных стилей: готика, барокко, рококо, ренессанс и неоготика.
- Из-за своего уникального фасада и строения колонн собор может вместить до 25 000 человек. Это один из самых вместительных соборов мира.
- Собор имеет карильон с 49 колоколами.
- Общая масса всех колоколов собора 27 648 кг.
- Самый тяжелый колокол Karolus (1507 год) весит 6434 кг.
- Расходы на поддержание собора составляют 1,5 млн евро в год.
- Собор имеет 57 постоянных алтарей, распределённых по всему зданию.
- Schyven — основной орган собора XIX века, имеет 90 регистров и 5770 труб.

## Галерея
- Вид с одной из центральных улиц
- Вид с высоты птичьего полёта
- Фасад
- Вид с южной стороны
- Северная башня
- Часы на башне
- Группа статуй у основания собора
- Интерьер
- Главный неф с кластерными столбами
- Триптих «Воздвижение Креста» (Рубенс, 1610)
- Триптих «Воздвижение Креста» (центральная панель)
- Триптих «Снятие с креста» (Рубенс, 1612—1614)
- Триптих «Снятие с креста» (центральная панель)
- Триптих «Снятие с креста» (репродукция)
- «Вознесение Пресвятой Девы Марии» (Рубенс, 1626)
- «Страшный суд» (Якоб де Бакер, 1580)